# Blue Hill
|  | Per a altres significats, vegeu «Blue Hill (Maine)». |

Blue Hill és una població dels Estats Units a l'estat de Nebraska. Segons el cens del 2000 tenia 867 habitants.

## Demografia
Segons el cens del 2000, Blue Hill tenia 867 habitants, 350 habitatges, i 231 famílies. La densitat de població era de 452,4 habitants per km².
Dels 350 habitatges en un 26% hi vivien nens de menys de 18 anys, en un 58,9% hi vivien parelles casades, en un 4,6% dones solteres, i en un 34% no eren unitats familiars. En el 32,6% dels habitatges hi vivien persones soles el 20,6% de les quals corresponia a persones de 65 anys o més que vivien soles. El nombre mitjà de persones vivint en cada habitatge era de 2,26 i el nombre mitjà de persones que vivien en cada família era de 2,85.
Per edats la població es repartia de la següent manera: un 20,8% tenia menys de 18 anys, un 5,2% entre 18 i 24, un 21,3% entre 25 i 44, un 22,6% de 45 a 60 i un 30,1% 65 anys o més.
L'edat mediana era de 47 anys. Per cada 100 dones de 18 o més anys hi havia 78,9 homes.
La renda mediana per habitatge era de 30.938 $ i la renda mediana per família de 43.500 $. Els homes tenien una renda mediana de 29.167 $ mentre que les dones 19.904 $. La renda per capita de la població era de 15.733 $. Aproximadament el 8,1% de les famílies i el 10,4% de la població estaven per davall del llindar de pobresa.

## Poblacions més properes
El següent diagrama mostra les poblacions més properes.